# Lijst van personen overleden in februari 2011
Dit is een lijst van personen die zijn overleden in februari 2011.

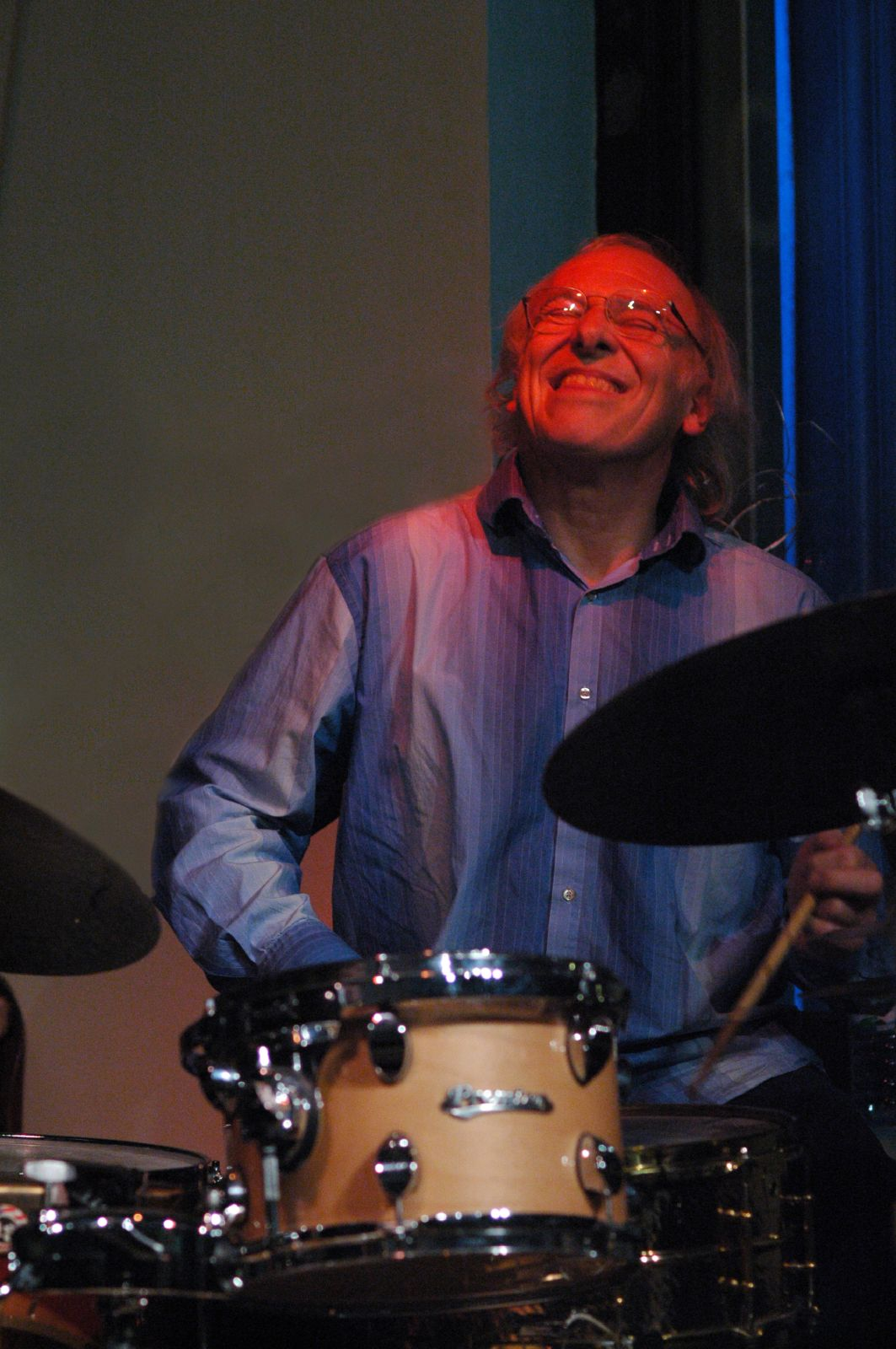
Tony Levin
3 februari

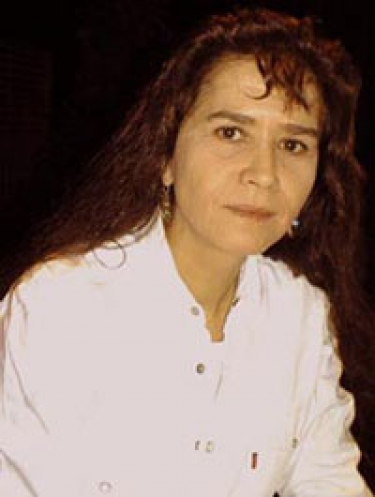
Maria Schneider
3 februari

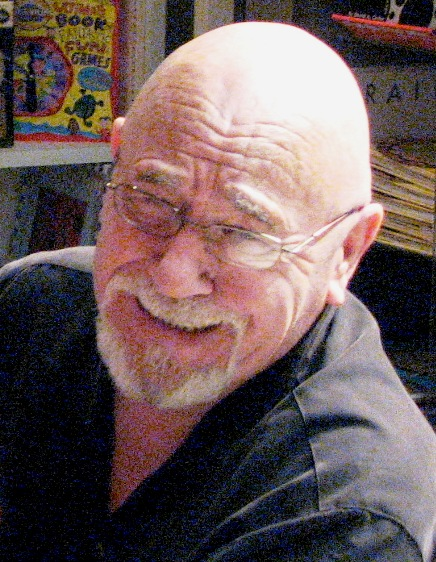
Brian Jacques
5 februari

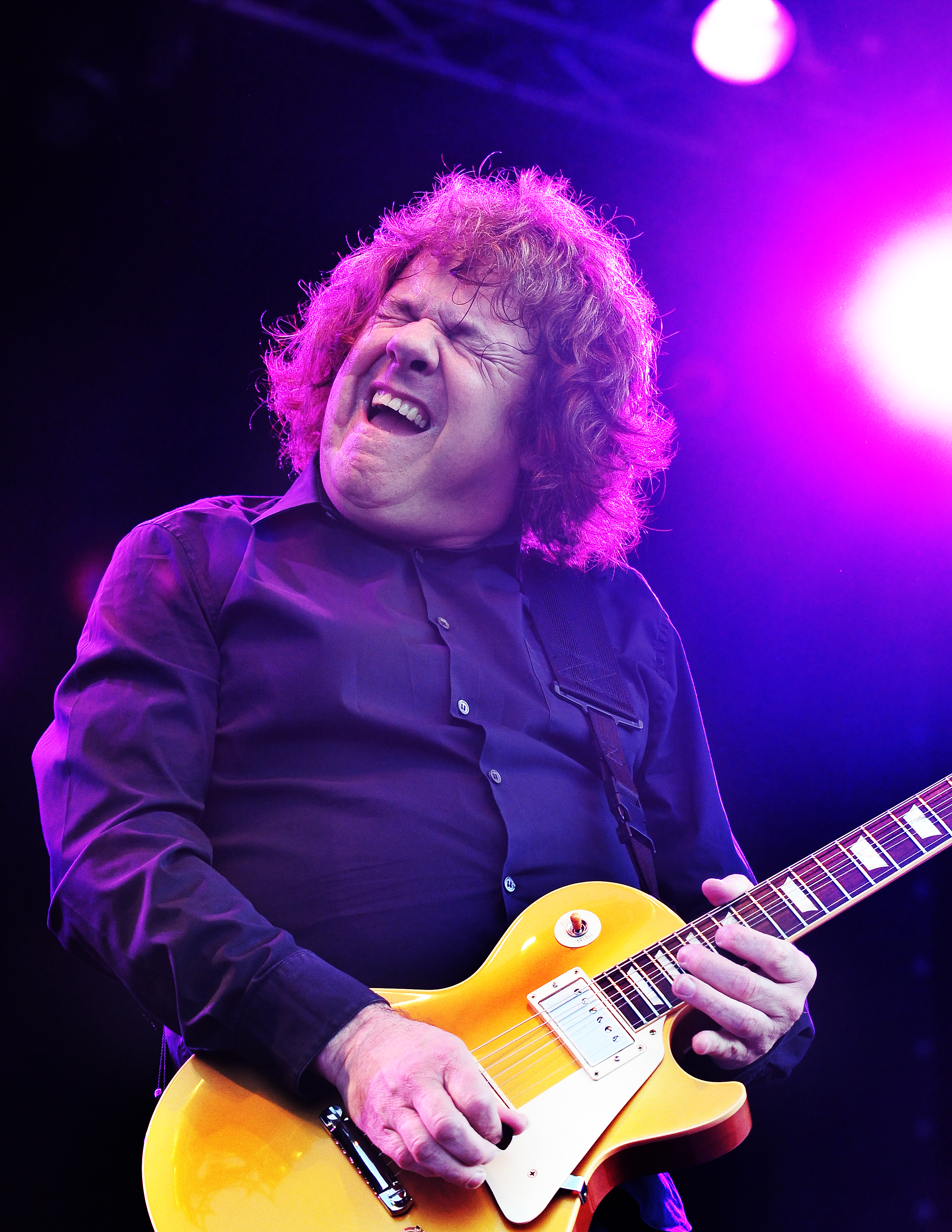
Gary Moore
6 februari

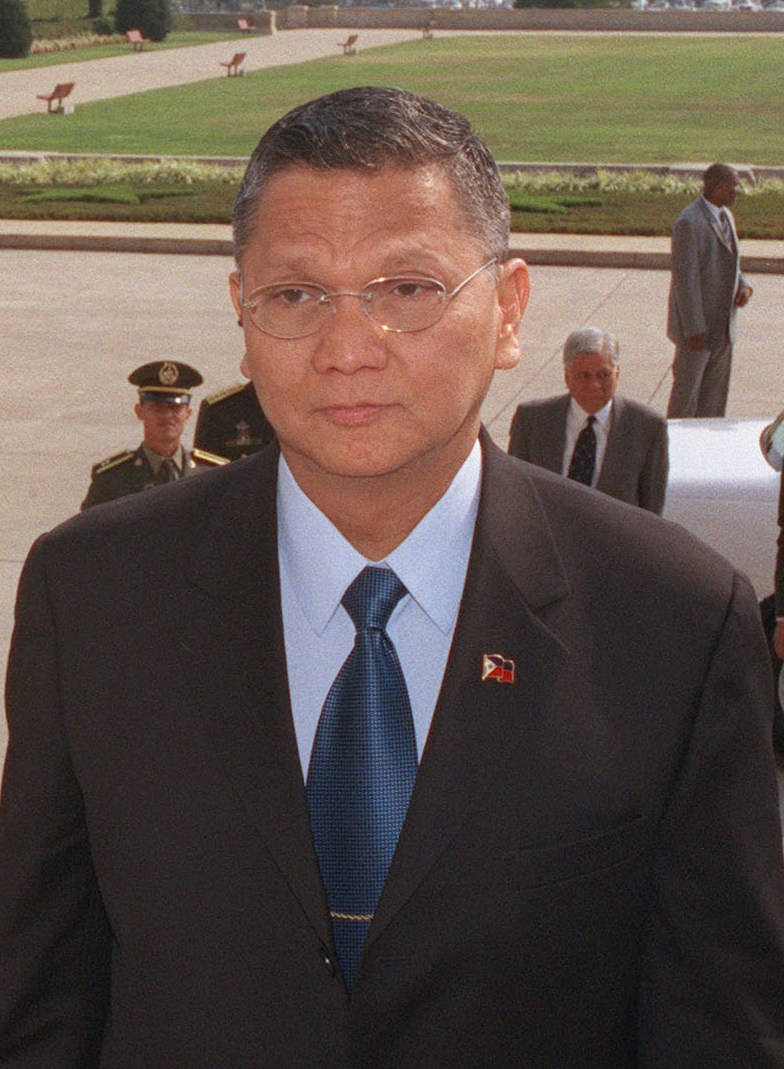
Angelo Reyes
8 februari

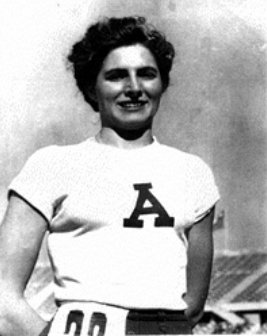
Noemí Simonetto de Portela
20 februari

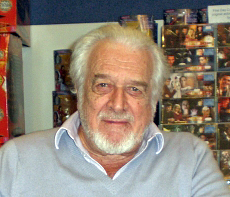
Nicholas Courtney
22 februari

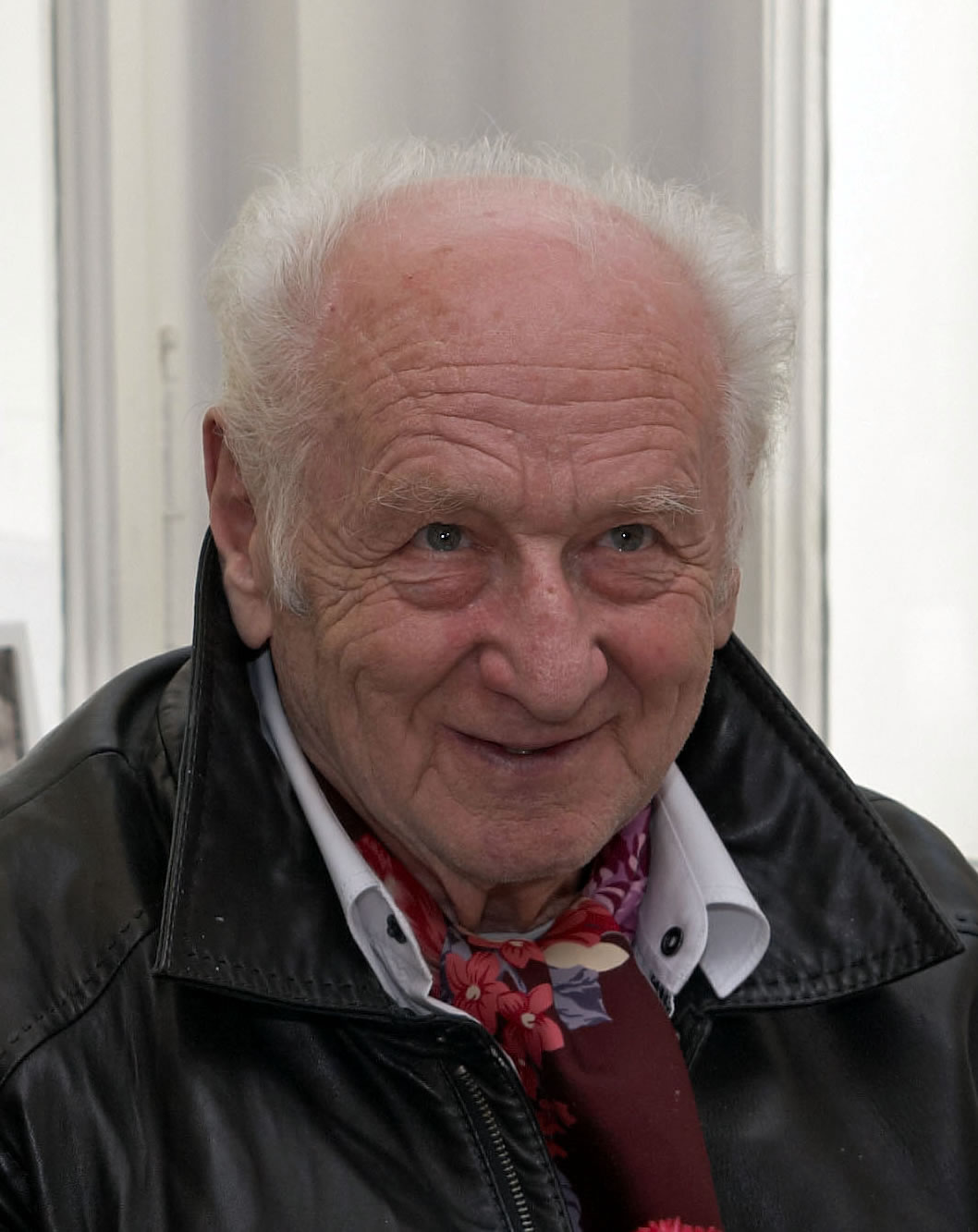
Arnošt Lustig
26 februari

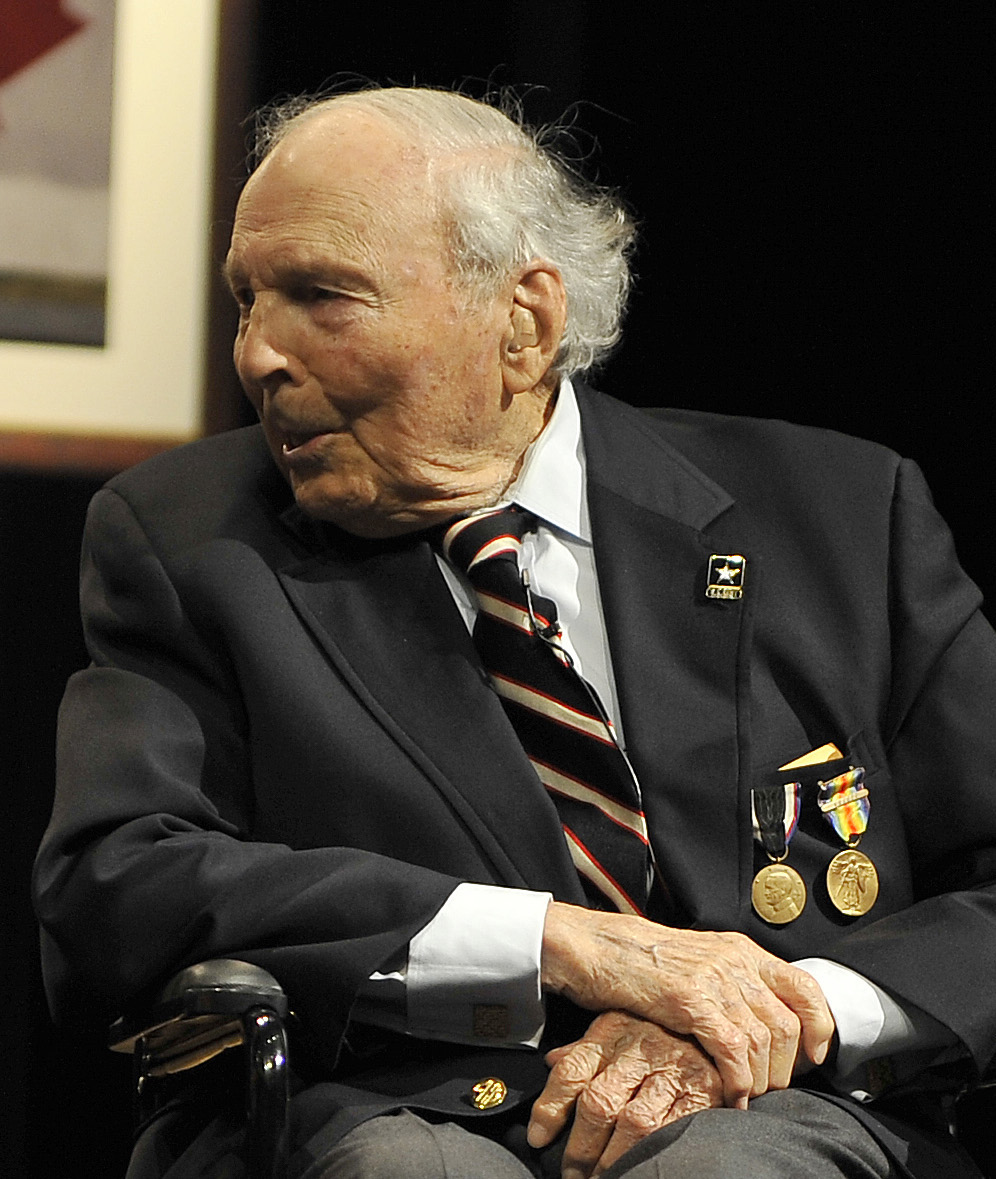
Frank Buckles
27 februari

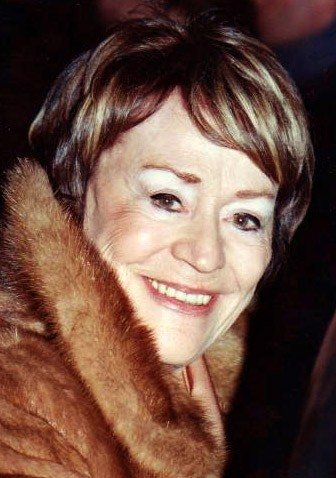
Annie Girardot
28 februari

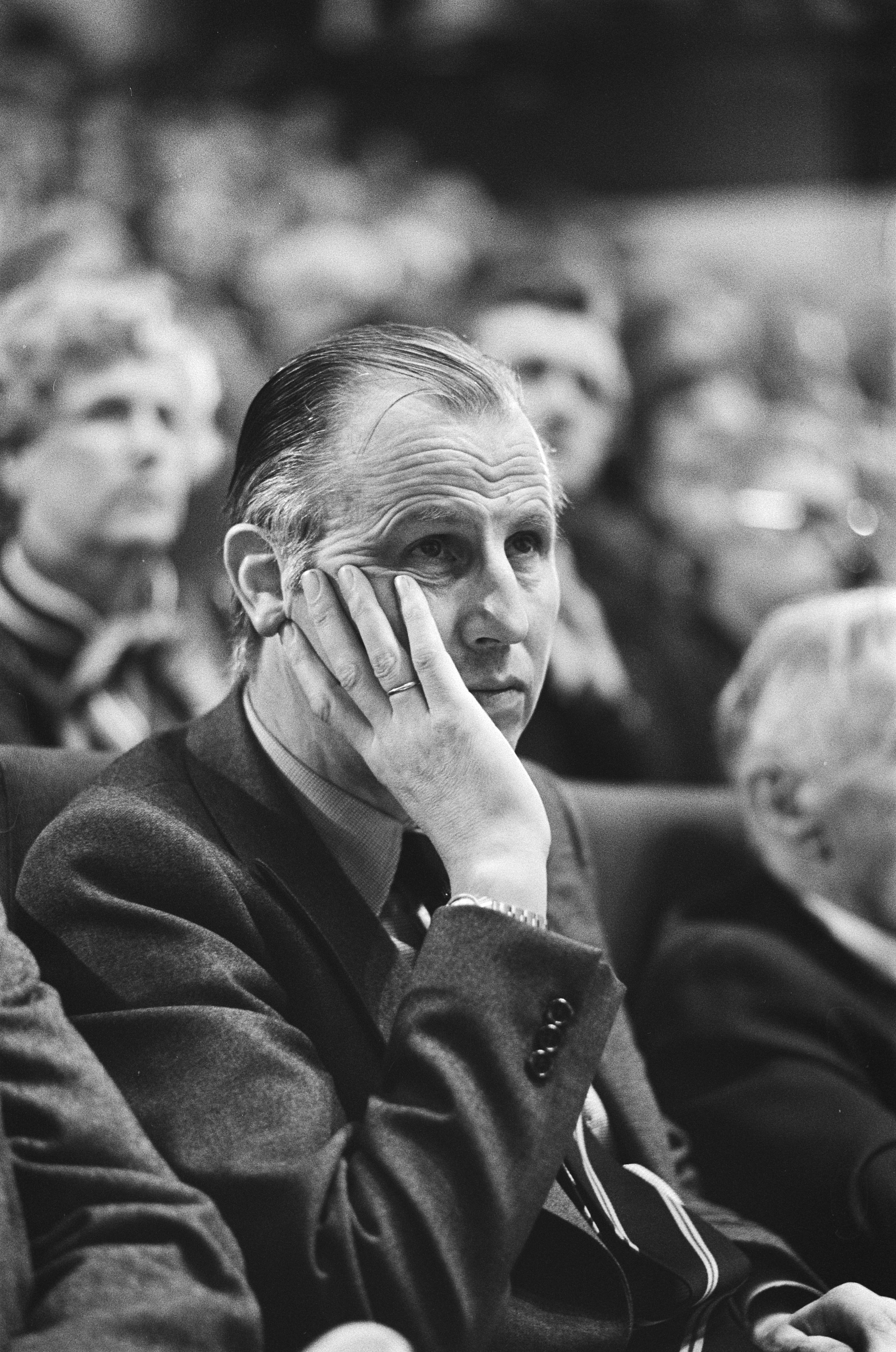
Klaas de Jong Ozn.
28 februari

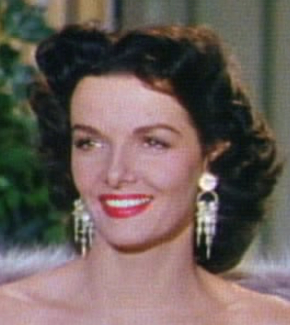
Jane Russell
28 februari

| 1 | 2 | 3 | 4 | 5 | 6 | 7 | 8 | 9 | 10 | 11 | 12 | 13 | 14 | 15 | 16 | 17 | 18 | 19 | 20 | 21 | 22 | 23 | 24 | 25 | 26 | 27 | 28 |
| - | - | - | - | - | - | - | - | - | -- | -- | -- | -- | -- | -- | -- | -- | -- | -- | -- | -- | -- | -- | -- | -- | -- | -- | -- |

### 1 februari
- Ernst Badian (85), Oostenrijks-Amerikaans oudheidkundige.[1]
- Peter Egner (88), Duits nazioorlogsmisdadiger[2]
- Daniele Formica (61), Italiaans acteur en komiek[3]
- Joop Kaulingfreks (89), Nederlands advocaat en politicus[4]
- Marie Lillo (81), Amerikaans actrice en operazangeres[5]

### 2 februari
- Federico Aguilar Alcuaz (78), Filipijns kunstschilder[6]
- Defne Joy Foster (31), Turks-Amerikaans actrice, vj en televisiepresentatrice[7]
- Margaret John (84), Brits actrice[8]
- Koen Wessing (69), Nederlands fotograaf[9]

### 3 februari
- Édouard Glissant (82), Frans-Antilliaans schrijver[10]
- Gerard Hoekveld (76), Nederlands sociaal geograaf[11]
- Tony Levin (71), Engels drummer[12]
- Maria Schneider (58), Frans actrice[13]
- Neil Young (66), Engels voetballer[14]

### 4 februari
- Anton Ebben (80), Nederlands springruiter[15]
- Woodie Fryman (70), Amerikaans baseballspeler[16]
- Michael Habeck (66), Duits acteur[17]
- Lena Nyman (66), Zweeds actrice[18]
- Tura Satana (72), Japans-Amerikaans actrice en erotisch danseres[19]
- Rinus Dekker (49), Nederlands softwaremaker[20]

### 5 februari
- Françoise Cachin (74), Frans museumdirectrice[21]
- Brian Jacques (71), Engels schrijver[22]
- Adjie Massied (43), Pakistaans acteur en politicus[23]
- Han Peijnenburg (86), Nederlands ondernemer[24]
- Peggy Rea (89), Amerikaanse actrice[25]
- Cees Tholens (97), Nederlands benedictijnse emeritus-abt en interreligieuze pionier[26]

### 6 februari
- John Paul Getty III (54), erfgenaam van Amerikaanse oliedynastie en ontvoeringsslachtoffer (1973)[27]
- Gary Moore (58), Brits gitarist[28]
- Ken Olsen (84), Amerikaans computerpionier[29]

### 7 februari
- Frank Roberts (65), Australisch bokser[30]

### 8 februari
- Luiz Bueno (74), Braziliaans autocoureur[31]
- Angelo Reyes (65), Filipijnse generaal en minister[32]
- Lucas Santos Ferreira de Paulo (22), Braziliaans basketbalspeler[33]
- André Hanou (69), Nederlands literatuurhistoricus[34]
- Marie-Rose Morel (38), Belgisch politica[35]
- Marvin Sease (64), Amerikaans zanger[36]
- Eugenio Toussaint (56), Mexicaans componist en pianist[37]

### 9 februari
- Miltiades Evert (71), Grieks politicus[38]
- Hendrik Matena (76), Nederlands voetbalscheidsrechter[39]
- Félix Molinari (80), Frans striptekenaar[40]

### 10 februari
- Trevor Bailey (87), Engels cricketspeler[41]
- Mauro Chaves (69), Braziliaans journalist[42]
- Michel Fagadau (80), Frans regisseur en toneelschrijver[43]
- Bill Justice (97), Amerikaans tekenaar van Disneyfilms[44]
- Henk Stieger (88), Nederlands burgemeester[45]
- Jozef Zycinski (62), Pools aartsbisschop[46]

### 11 februari
- Dirk de Vos (69), Zuid-Afrikaans rugbyspeler[47]
- Josef Pirrung (61), Duits voetballer[48]

### 12 februari
- Peter Alexander (84), Oostenrijks zanger en acteur[49]
- Gino Cimoli (81), Amerikaans baseballspeler[50]
- Mato Damjanović (84), Kroatisch schaakgrootmeester[51]
- Paul Frappier (33), Canadees muzikant[52]
- Betty Garrett (91), Amerikaans actrice[53]
- Fedor den Hertog (64), Nederlands wielrenner[54]
- Kenneth Mars (75), Amerikaans acteur[55]

### 13 februari
- Arnfinn Bergmann (82), Noors skispringer[56]
- Toon Hartman (88), Nederlands politicus[57]
- Inese Jaunzeme (79), Sovjet-Russisch/Lets atlete[58]
- TP McKenna (81), Iers acteur[59]
- Jan de Wet (83), Namibisch politicus[60]

### 14 februari
- Jan J. Boer (83), Nederlands schrijver en geneeskundige[61]
- Peter Feteris (56), Nederlands voetballer[62]
- Hannes Hoff (83), Duits entertainment-televisieproducer[63]
- Cecil Kaiser (94), Amerikaans baseballspeler[64]
- George Shearing (91), Brits-Amerikaans jazzpianist[65]
- John Strauss (90), Amerikaans componist en arrangeur[66]

### 15 februari
- Sidney Harth (86), Amerikaans violist[67]
- François Nourissier (83), Frans schrijver[68]

### 16 februari
- Tonny van Ede (86), Nederlands voetballer[69]
- Len Lesser (88), Amerikaans acteur[70]
- Johan du Plooy (84), Zuid-Afrikaans acteur[71]

### 17 februari
- Harm Agteresch (67), Nederlands komiek[72]
- George Clarke (89), Brits voetballer[73]
- Ron Hickman (78), Brits industrieel ontwerper (Lotus Elan, Black & Decker Workmate)[74]
- James McLure (59), Amerikaans toneelschrijver[75]
- Bill Monroe (90), Amerikaans televisiepresentator[76]
- Egbert van Paridon (90), Nederlands acteur en regisseur[77]

### 18 februari
- Dave Duerson (50), Amerikaans American-footballspeler[78]
- Catherine Jourdan (62), Frans actrice[79]
- Victor Martinez (56), Amerikaans schrijver[80]
- Perry Moore (39), Amerikaans filmproducent[81]
- Walter Seltzer (96), Amerikaans filmproducent[82]

### 19 februari
- Florinda Chico (84), Spaans actrice[83]
- Hans Jucker (65), Zwitsers sportcommentator[84]
- Bernhard Luginbühl (82), Zwitsers beeldhouwer[85]
- Dietrich Stobbe (72), Duits politicus en burgemeester van West-Berlijn[86]

### 20 februari
- Helmut Ringelmann (84), Duits televisieproducent[87]
- Noemí Simonetto de Portela (85), Argentijns atlete

### 21 februari
- Stanley Hillis (64), Nederlands crimineel[88]
- Jelle Kuiper (66), Nederlands hoofdcommissaris[89]
- Gilbert Mottard (84), Belgisch politicus[90]
- Bernard Nathanson (84), Amerikaans ex-aborteur en pro-lifeactivist[91]
- Haila Stoddard (97), Amerikaans actrice en producer[92]
- Frans Wessel (50), Nederlands jiujitsuka[93]

### 22 februari
- Nicholas Courtney (81), Brits acteur[94]
- Justin Tennison (33), Amerikaans crewlid bij Deadliest Catch[95]

### 23 februari
- Harm Buiter (89), Nederlands burgemeester[96]
- Frans Elsen (76), Nederlands jazzpianist en jazzdocent[97]
- Allen Willis (94), Afrikaans-Amerikaans filmmaker[98]

### 24 februari
- Jozjef Betsa (81), Sovjet-Oekraïens voetballer en trainer
- Suze Rotolo (67), Amerikaans voormalig vriendin en muze van Bob Dylan[99]

### 25 februari
- Tessy Moerenhout (59), Belgisch actrice[100]

### 26 februari
- Kostas Andriopoulos (26), Grieks voetballer[101]
- Eugene Fodor (60), Amerikaans vioolvirtuoos[102]
- Arnošt Lustig (84), Tsjechisch schrijver[103]
- Dean Richards (36), Engels voetballer[104]

### 27 februari
- Necmettin Erbakan (84), ex-premier van Turkije[105]
- Frank Buckles (110), laatste overlevende Amerikaanse veteraan die diende in de Eerste Wereldoorlog[106]
- Amparo Muñoz (56), Spaans actrice en Miss Universe 1974[107]
- Jan Tullemans (86), Nederlands kunstschilder[108]
- Gary Winick (49), Amerikaans filmregisseur[109]

### 28 februari
- Annie Girardot (79), Frans actrice[110]
- Peter Gomes (68), Amerikaans predikant en hoogleraar
- Maurice Guigue (98), Frans voetbalarbiter[111]
- Klaas de Jong Ozn. (85), Nederlands politicus[112]
- Jean-Pierre Malmendier (61), Belgisch politicus[113]
- Charles Ritzen (59), Nederlands karter en sportbestuurder[114]
- Jane Russell (89), Amerikaans actrice[115]
- Jan van Schijndel (83), Nederlands voetballer[116]

1900 ·
1901 ·
1902 ·
1903 ·
1904 ·
1905 ·
1906 ·
1907 ·
1908 ·
1909 ·
1910 ·
1911 ·
1912 ·
1913 ·
1914 ·
1915 ·
1916 ·
1917 ·
1918 ·
1919 ·
1920 ·
1921 ·
1922 ·
1923 ·
1924 ·
1925 ·
1926 ·
1927 ·
1928 ·
1929 ·
1930 ·
1931 ·
1932 ·
1933 ·
1934 ·
1935 ·
1936 ·
1937 ·
1938 ·
1939 ·
1940 ·
1941 ·
1942 ·
1943 ·
1944 ·
1945 ·
1946 ·
1947 ·
1948 ·
1949 ·
1950 ·
1951 ·
1952 ·
1953 ·
1954 ·
1955 ·
1956 ·
1957 ·
1958 ·
1959 ·
1960 ·
1961 ·
1962 ·
1963 ·
1964 ·
1965 ·
1966 ·
1967 ·
1968 ·
1969 ·
1970 ·
1971 ·
1972 ·
1973 ·
1974 ·
1975 ·
1976 ·
1977 ·
1978 ·
1979 ·
1980 ·
1981 ·
1982 ·
1983 ·
1984 ·
1985 ·
1986 ·
1987 ·
1988 ·
1989 ·
1990 ·
1991 ·
1992 ·
1993 ·
1994 ·
1995 ·
1996 ·
1997 ·
1998 ·
1999 ·
2000 ·
2001 ·
2002 ·
2003 ·
2004 ·
2005 ·
2006 ·
2007 ·
2008 ·
2009 ·
2010 ·
2011 ·
2012 ·
2013 ·
2014 ·
2015 ·
2016 ·
2017 ·
2018 ·
2019 ·
2020 ·
2021 ·
2022 ·
2023 ·
2024 ·
2025